# Phylloxera caryaeavellana
Phylloxera caryaeavellana är en insektsart. Phylloxera caryaeavellana ingår i släktet Phylloxera och familjen dvärgbladlöss. Inga underarter finns listade i Catalogue of Life.